# Openmoko
Openmoko er et projekt med det mål at skabe en famillie af åbne GSM smartphones, efter Open Source-filosofien. Projektet var sponsoret af Openmoko Inc. ca. 2007-2009. Openmoko-projektet blev startet 7. november 2006.
Fra ca. september 2010 har Golden Delicious GmbH bidraget med udvikling af nyere hardware (GTA04) og støttet software-udvikling baseret på Debian hertil.

## Etymologi
Navnet Openmoko er et akronym for Open Mobile Kommunikations.
Kodenavnet for smartphone produkt serien, GTA, er en forkortelse af "GSM-TI-AGPS", som indikerer smartphonens hovedkomponenter.

## Software

### GTA04
Standard softwaren til GTA04 er baseret på Debian Linuxkerne 3.2. Der foregår driverudvikling til Linuxkerne 3.x. GTA04 benytter samme TI-ARM-familie som BeagleBoard, hvilket gør det muligt at genbruge en del driverkode til GTA04.
Debian drivere muliggør at andre Linux 3.x-distributioner "let" kan laves.
Adskillige grupper har skabt modificerede versioner af standard softwaren eller porteret andre systemer til at kunne virke på Openmoko-smartphones. Blandt andet Replicant (fuldt frit Android), Debian og QtMoko.

### GTA01 og GTA02
Openmoko linux (forkortet Om) bygger på Linux, og bruger opkg-pakkesystemet til at håndtere softwarepakker. Det var/er beregnet til hardwarene GTA01 (Neo 1973) og GTA02 (Neo FreeRunner).

#### Om 2008 software i brugerområdet
- X.Org Server 7.1
- Matchbox vindueshåndtering
- GTK+ 2.6.10
- Evolution Data Server

#### Kerne
- Openmoko 2009: 2.6.28 Linux kernel (august 2009)

Openmoko linux drivere muliggør at andre Linux 2.6-distributioner "let" kan laves.
Adskillige grupper har skabt modificerede versioner af den oprindelige software eller porteret andre systemer til at kunne virke på Openmoko-smartphones. Blandt andet Android, Debian, Gentoo, Qt Extended Improved, QtMoko og SHR.